# 瑪麗亞·約瑟法·阿瑪莉亞
瑪麗亞·約瑟法·阿瑪莉亞（西班牙語：Marie Josepha Amalia Beatrix Xaveria Vincentia Aloysia Franziska de Paula Franziska de Chantal Anna Apollonia Johanna Nepomucena Walburga Theresia Ambrosia，1803年12月6日—1829年5月18日），西班牙王后，丈夫是斐迪南七世。
瑪麗亞·約瑟法·阿瑪莉亞是薩克森王子馬克西米利安的幼女，伯父是第一任薩克森國王腓特烈·奧古斯特一世。
1819年，瑪麗亞·約瑟法·阿瑪莉亞與西班牙國王斐迪南七世結婚。如同斐迪南七世的前兩任妻子，瑪麗亞·約瑟法·阿瑪莉亞依然沒能為國王生下任何子女。
瑪麗亞·約瑟法·阿瑪莉亞於1829年逝世，得年25歲。